# Pterobryopsis acuminata
Pterobryopsis acuminata là một loài Rêu trong họ Pterobryaceae. Loài này được (Hook.) M. Fleisch. miêu tả khoa học đầu tiên năm 1905.